# Dark store

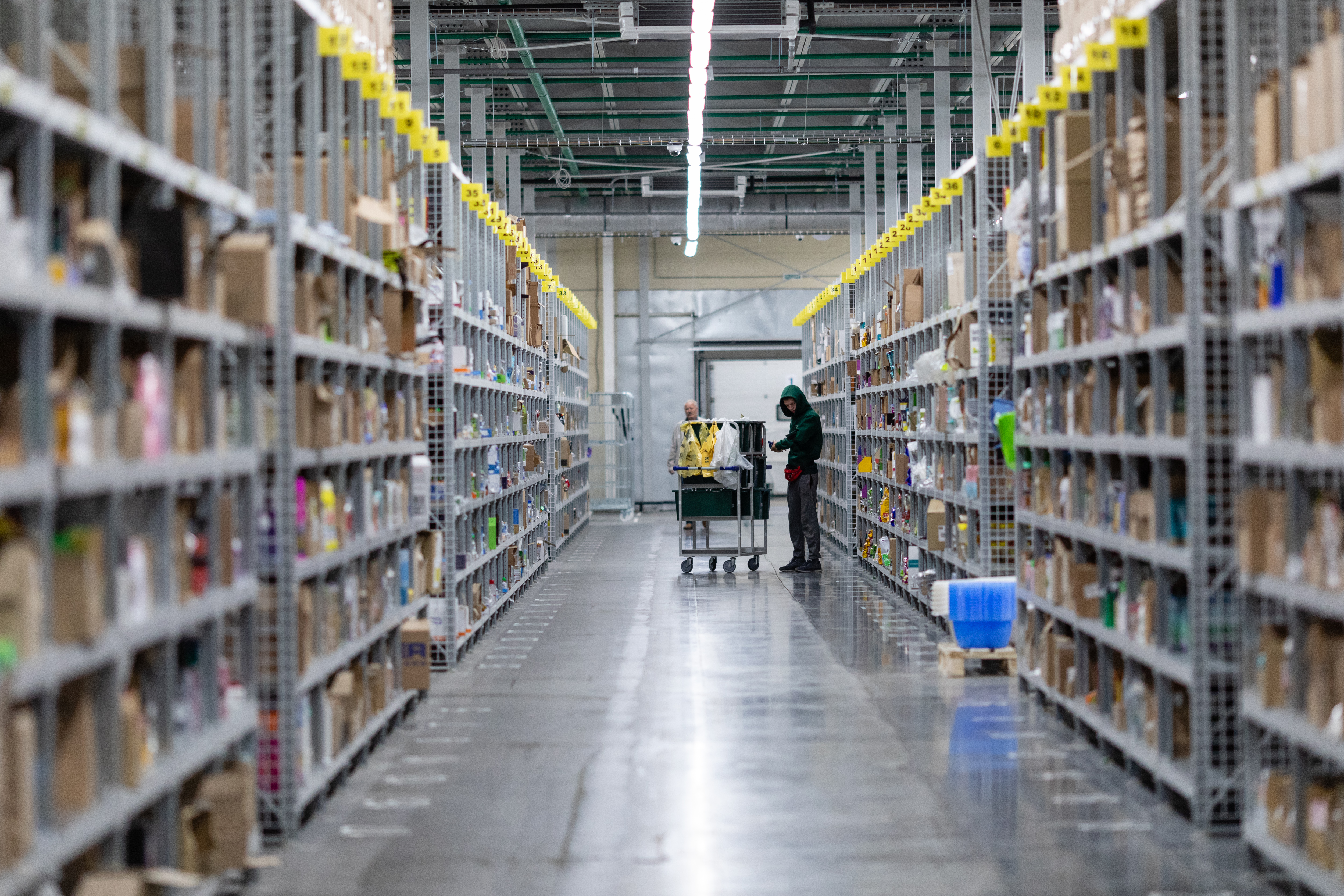
Un dark store situé à Moscou.

Un dark store est, dans le domaine du quick commerce, un type de commerce de détail basé sur la livraison de produits de consommation courante commandés depuis une application en ligne. Il est constitué d’entrepôts fermés au public où s’effectue la préparation des commandes passées par internet. De taille relativement moyenne et situés au plus près du client, ces lieux ont vocation à offrir un service de livraison rapide (de l’ordre de dix à quinze minutes).
Si le concept se développe de façon importante en France en 2021, celui-ci n'est pas récent et date du milieu de la décennie 2010 aux États-Unis ou en Angleterre.

## Concept
Il fonctionne comme un entrepôt et reste uniquement destiné, comme « centre de distribution », aux préparations des commandes par internet pour les entreprises de commerce en ligne,,.
La différence des dark stores avec les emplacements de préparation de drive ou un entrepôt est parfois floue,,. Une différence est que le drive garde les produits dans des cartons, là où les produits des dark stores sont sortis et placés dans des rayons, d'une manière similaire à l'agencement d'un commerce de détail classique (classement des produits dans des rayons),. Ces rayons servent également de stockage, ce qui limite le besoin d'une arrière-boutique pour ce stockage.
Implanté la plupart du temps en agglomération, le dark store permet avant tout d'assurer une livraison au client final dans des délais de l'ordre de quelques minutes, de dix à quinze,,, même si certaines enseignes ne s'engagent plus sur la durée. Les dark stores proposent un assortiment restreint et s'implantent dans des agglomérations dont la densité permet de compter un nombre de clients important dans un périmètre restreint. Le critère de temps de préparation et de livraison court est l'un des principaux critères des dark stores, ce type de magasins étant classé dans le « Quick commerce »,,.

## Modèle économique
Le modèle économique de ces services repose sur une croissance anticipée du nombre d’utilisateurs grâce à des campagnes publicitaires agressives dans l’espace public. Leur segment de marché est positionné comme complémentaire à celui des grandes surfaces puisqu’ils vont se focaliser sur des courses d’appoint, sur des horaires atypiques. Ils proposent donc des courses avec un choix plus restreint que des supermarchés (entre 1 500 et 2 000 produits contre environ 20 000) pour permettre une répartition spatiale des entrepôts plus proches du client.
Ces start-ups sont largement déficitaires et comptent sur la réduction du nombre de concurrents pour pouvoir, à terme, envisager faire du profit. Il y a donc une nécessité à atteindre une « taille critique » afin de réduire coût salariaux et acheter aux meilleures conditions. Même sans bénéfice, elles continuent néanmoins de lever des quantités importantes de fonds pour leur développement. En février 2022, trois entreprises avaient dépassé une valorisation supérieure au milliard d’euros, seuil minimal pour prétendre au statut de « licorne » : 1,05 milliard de $ pour le turc Getir, 1,3 milliard pour l’allemand Gorillas et l'espagnol Glovo. Flink suit de près avec une valorisation à 900 millions de dollars. Des prévisions optimistes tablent sur un doublement du chiffre d'affaires chaque année car la marge de progression reste large, nombre de potentiels clients n'ayant pas encore été touchés.
Beaucoup de ces entreprises ont conclu des partenariats avec des acteurs historiques de la grande distribution. Ces derniers ont fréquemment acquis des parts dans le capital de ces start-ups. Carrefour est au capital de Cajoo et a développé en partenariat « Carrefour Sprint », un service de livraison en 15 minutes. Casino est au capital de Gorillas, où il lui donne accès à sa centrale d’achat et aux produits de marque Monoprix en échange de la fourniture de 70 % du catalogue de l’application. Ils ont également développé ensemble un service de livraison en 10 minutes chez Monoprix et Franprix. Auchan s'associe à Deliveroo. A l’étranger, l’allemand Rewe est rentré au capital de son compatriote Flink qui a lui même repris Cajoo. Gopuff rachete le britannique Dija. Mais les magasins de proximité franchisés des grandes enseignes de distribution voient d'un mauvais œil ce service concurrentiel de quick commerce.
Mais après des levées de fonds et des valorisations « trop élevées », voire qualifiées de « stratosphériques », ainsi qu'une « folle compétition » entre les enseignes, dès 2022 le domaine voit nombre de concentrations, mais également des licenciements massifs : ainsi, le turc Getir, l'allemand Gorillas ou l’américain Gopuff annoncent cette année-là vouloir réduire le nombre de ses salariés,. Certains analystes estiment que le marché devrait « s'équilibrer avec deux ou trois acteurs ».

## Dark storesen France
Si le concept date du milieu de la décennie 2010 aux États-Unis et se développe de façon importante en France au début de la décennie 2020 encouragé par la pandémie de Covid.
La distribution via les dark stores est disponible essentiellement dans les centres urbains denses où les entrepôts peuvent toucher une clientèle de proximité plus importante. En France, ces services sont essentiellement implantés à Paris, Lyon, Lille, Toulouse, Bordeaux. 80 dark stores ont été recensés dans Paris en janvier 2022 sur un total d'environ 200 à 250 lieux cette même fin année, sur le plan national : une dizaine d'entreprise sont recensées à Paris cette année là car plusieurs start-up françaises et étrangères se sont positionnées sur le marché de la livraison de produits alimentaires à Paris. Ces entreprises sont récentes et la majorité a été créée après 2019. À Paris, où se trouvent selon le rapport parlementaire des députées Maud Gatel et Anaïs Sabatini 72 % des dark stores et 60 % des dark kitchens, il s'agit principalement des plateformes Getir et Flink.

### Règlementation
De nombreux dark stores sont issus de la conversion d’anciens commerces, bureaux ou cabinets médicaux en entrepôts, et beaucoup n’ont pas effectué une demande de changement de destination du local auprès de la mairie,.
Le 23 mars 2023, un arrêt du Conseil d'État assimile les dark stores à des « entrepôts au sens du code de l’urbanisme et du plan local d'urbanisme, ». Ainsi, les maires ont désormais la possibilité de faire fermer les dark stores s'ils ne sont pas autorisés par le PLU de leur commune.
À Paris, le Plan local d'urbanisme (PLU) de 2006 prescrit que pour être rattachés à un commerce, les locaux d’entreposage ne doivent pas représenter plus d'un tiers de la surface de plancher totale du local en question. Dans le cas où cette surface serait supérieure, la destination, du local serait alors considérée comme un entrepôt. Ces questions d'application et de destination relèvent aussi du droit des baux commerciaux. De plus, l’article UG.2.2.2 du PLU dispose que « la fonction d’entrepôt n’est admise que sur des terrains ne comportant pas d’habitation » et que « la transformation en entrepôt de locaux existants en rez-de-chaussée sur rue est interdite ».
Après plusieurs « PV de constatation d'illégalité », la mairie de Paris a ordonné en mars 2022 la fermeture d'une quarantaine d'entrepôts et a proposé le transfert de ces activités dans d’anciens parkings. Cependant, le tribunal administratif de Paris, a dans un jugement en référé du 5 octobre 2022, suspendu les procès-verbaux d'infraction dressés par la ville de Paris à l'encontre de deux enseigne de dark stores. Cette décision a été infirmée par la décision du Conseil d'État du 23 mai 2023.

## Dark storesau Royaume-Uni
Au Royaume-Uni, les enseignes physiques de distributions ouvrent, vers le milieu des années 2010, des dark stores pour appuyer leurs ventes par internet en plein développement ; en parallèle, les surfaces de ventes ouvertes au public sont en réduction : c'est le « point d'inflexion » pour ces deux types de commerce, un basculement de l'un vers l'autre. Dès 2013, Tesco, le plus grand distributeur britannique, ouvre ses premiers dark stores, avec un choix encore plus large qu'en magasin, suivi l'année d'après par Asda. La préparation des commandes est mixée entre du personnel, les « cueilleurs », et des robots.

## Critiques
L’opacité du mode de fonctionnement des dark stores est pointée du doigt : les acteurs ne communiquent ni sur leur chiffre d'affaires, ni sur les caractéristiques de leurs entrepôts, allant jusqu'à refuser que des photos en soient prises.
La critique porte également sur les nuisances causées par ces activités : nuisances sonores liées à l’amplitude horaire de l’activité (de 6h à minuit, parfois 2h le WE), à l’occupation de l’espace public par les livreurs en attente de livraison sur les trottoirs et places de parking, et aux invendus jetés dans les bennes à ordures communes,.
Enfin, ces dark stores posent des problèmes de vitalité de l’espace public. Ceux-ci ne sont pas accessibles au public, opaques, et incitent à des modes de consommation à distance très sédentaires. Ils vont à l’encontre des politiques de dynamisation du centre ville qui s'appuient sur des commerces locaux fréquentés et ouverts sur l’espace public.